# Wettzell
Wettzell ist ein Ortsteil von Bad Kötzting im Oberpfälzer Landkreis Cham. Bis 1978 bildete es eine selbstständige Gemeinde.

## Lage
Wettzell liegt im Bayerischen Wald vier Kilometer südöstlich von Bad Kötzting auf etwa 600 m ü. NHN. Im Nordosten erstreckt sich ein langer Bergrücken mit Kaitersberg (1040 m ü. NHN) und Großem Riedelstein (1132 m ü. NHN), im Süden das Tal des Schwarzen Regens mit dem Höllenstein-Stausee. Das Ortsgebiet umfasst etwa drei Quadratkilometer und ist von weiteren zehn kleinen Ortschaften umgeben. Westlich befindet sich das geodätische Observatorium Wettzell.

## Geschichte
Die Gemeinde Wettzell gehörte zum niederbayerischen Landkreis Viechtach und bestand aus den Ortsteilen Fischerhof, Kaitersbach, Kastlmühle, Leckern, Nebenweg, Poppenzell, Stockmühle, Trum und Wettzell. 
Beim Ende des Zweiten Weltkrieges setzte sich der Schmiedemeister Wolfgang Stöger zusammen mit anderen Bürgern für eine kampflose Übergabe des Ortes an die anrückenden US-Truppen ein. Stöger wurde im Amtsgerichtsgefängnis in Kötzting inhaftiert und wenig später von SS-Männern bei Schönbuchen ermordet. Ein Bildstock an der Mordstelle erinnert an dieses Geschehen.
1946 wurde die bis dahin selbständige Gemeinde Sackenried mit den fünf Ortsteilen Sackenried, Buchberg, Hainzlhof, Höllnstein und Ried eingegliedert.
Am 1. April 1972 schloss sich Wettzell im Zuge der Gemeindegebietsreform mit den Gemeinden Schönau (21 Ortsteile) und Wiesing (13 Ortsteile) zur Einheitsgemeinde Wettzell zusammen; diese wurde am 1. Mai 1978 zwischen den beiden Städten Kötzting und Viechtach aufgeteilt.
Der ehemalige Ortsteil Trum ist baulich mit Wettzell verbunden und wurde 1950 zuletzt im Amtlichen Ortsverzeichnis erwähnt. Er existiert nur noch als Straßenname.

## Sehenswürdigkeiten
Die Pfarrkirche St. Laurentius geht auf einen romanischen Bau von 1209 zurück und wurde um 1500 um die gotische Apsis erweitert. Das Hauptschiff wurde 1848 neu gestaltet.

## Asteroid (38270) Wettzell
Der Asteroid ist ein 1999 an der Starkenburg-Sternwarte Heppenheim entdeckter Kleinplanet im Asteroidengürtel. Aus Verbundenheit zum geodätischen Observatorium nannten ihn die Entdecker „(38270) Wettzell“. Mit einem geschätzten mittleren Durchmesser von circa vier Kilometern ist er größer als die Ortschaft Wettzell. Ein Biertisch in einer Brauerei entlang des Planetenweges Bad Kötzting – Wettzell ist dem Asteroiden gewidmet.